# LJ Reyes
Lourna Jane Pujeda Reyes (bekannt als LJ Reyes; geboren am 25. Dezember 1987 in Quezon City, Metro Manila, Philippinen) ist eine philippinische Schauspielerin, Tänzerin und Model. Sie wurde durch ihre Teilnahme an der zweiten Staffel der philippinischen Reality-TV-Show StarStruck bekannt, wo sie als „First Princess“ ausgezeichnet wurde.

## Leben
LJ Reyes wurde in Quezon City geboren und ist philippinischer und chinesischer Abstammung. Sie besuchte unter anderem die St. Stephen's High School in Manila. 2015 wurde sie als Born-again Christin getauft.
Sie ist Mutter von zwei Kindern. Aus ihrer Beziehung mit dem Schauspieler Paulo Avelino stammt ein Sohn, mit Paolo Contis hat sie eine Tochter. 2023 heiratete sie Philip Evangelista in New York.

## Karriere
Reyes begann ihre Karriere 2004 mit ihrer Teilnahme an StarStruck. Nach ihrem Erfolg in der Show wurde sie exklusiv vom GMA Network unter Vertrag genommen und wirkte in zahlreichen Fernsehserien und Filmen mit.
Zu ihren bekanntesten Rollen zählen Auftritte in den Serien Zaido: Pulis Pangkalawakan, Babangon Ako't Dudurugin Kita, Una Kang Naging Akin, Yagit, The Good Daughter und D' Originals. 2016 wurde sie für ihre Leistung im Film Ang Anino sa Likod ng Buwan mit dem Gawad Urian Award als Beste Schauspielerin ausgezeichnet.
Neben der Schauspielerei trat Reyes auch als Tänzerin und Model auf. Im Dezember 2009 war sie Covergirl der FHM Philippines.

## Filmografie (Auswahl)

### Fernsehserien
- 2005: Mukha
- 2005/2010: SOP Rules
- 2005/2006: SOP Gigsters
- 2005/2006: Sugo
- 2006: I Luv NY
- 2006/2007: Makita Ka Lang Muli
- 2007: Lupin
- 2007: Fantastic Man
- 2007/2008: Zaido: Pulis Pangkalawakan
- 2008: Babangon Ako’t Dudurugin Kita
- 2008: Sine Novela: Una Kang Naging Akin
- 2009: Totoy Bato
- 2009: Zorro
- 2009: All My Life
- 2010: Sine Novela: Ina, Kasusuklaman Ba Kita?
- 2010/2013: Party Pilipinas
- 2011: Time of My Life
- 2012: The Good Daughter
- 2012/2013: Aso ni San Roque
- 2013: Magpakailanman
- 2013: Bayan Ko
- 2013/2015: Sunday All Stars
- 2013/2014: Prinsesa ng Buhay Ko
- 2014/2015: Yagit
- 2015: Magpakailanman
- 2015: Karelasyon
- 2015/2016: Marimar

### Filme
- 2005: Lovestruck
- 2006: Puso 3
- 2006: Manay Po!
- 2007: Pi7ong Tagpo